# Rafiq al-Hariri

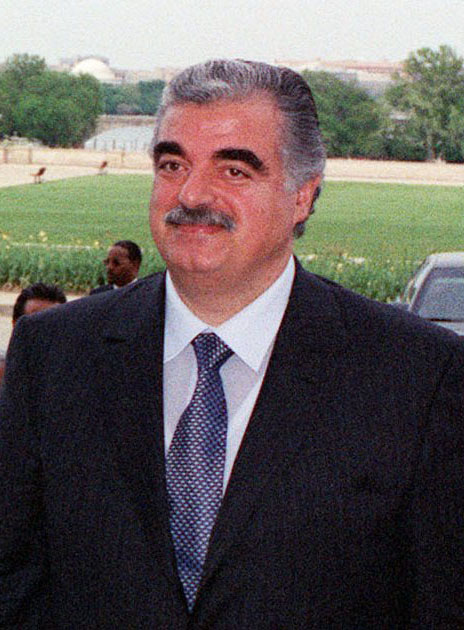
Rafiq al-Hariri im Jahr 2001

Rafiq Baha'eddin al-Hariri (arabisch رفيق بهاء الدين الحريري, DMG Rafīq Bahāʾ ad-Dīn al-Ḥarīrī; * 1. November 1944 in Sidon; † 14. Februar 2005 in Beirut) war Unternehmer, Selfmade-Millionär und libanesischer Politiker. Seine Investitionen haben maßgeblich zum Wiederaufbau Beiruts in den 1980er Jahren beigetragen. Von 1992 bis 1998 sowie zwischen 2000 und 2004 führte er als Ministerpräsident insgesamt fünf Regierungen. Wenige Monate nachdem er sein Amt aus Protest gegen die politische Einflussnahme des Nachbarlandes Syrien niedergelegt hatte, kam er bei einem Bombenattentat auf seinen Fahrzeugkonvoi ums Leben.
Syrien bestritt jede Beteiligung am Anschlag. Die Berichte der von den Vereinten Nationen eingesetzten Untersuchungskommission weisen darauf hin, dass Mitglieder syrischer und libanesischer Geheimdienste, möglicherweise sogar höchste Regierungskreise in den Anschlag verwickelt waren oder zumindest im Vorfeld davon wussten.

## Biografie
Hariri wurde 1944 in der libanesischen Hafenstadt Sidon geboren. Er wuchs mit seinem Bruder Schafiq und seiner Schwester Bahiya (auch Bahia) als Sohn einer sunnitischen Familie auf. Im Anschluss an die Schule studierte er Betriebswirtschaftslehre an der Arabischen Universität in Beirut.
1965 verließ er den Libanon, um in Saudi-Arabien für ein Anlagenbau-Unternehmen zu arbeiten. Dort heiratete er noch im gleichen Jahr Nazik Audeh. 1969 gründete er das Anlagenbau-Unternehmen CICONEST. Mit diesem profitierte er vom Ölpreisboom der 1970er Jahre. Er wurde in wenigen Jahren reich und wurde 1978 von der königlichen Familie der Saudis zum Staatsbürger und zum Botschafter des Königreichs in London ernannt. Hariri kaufte 1979 die Firma Saudi Oger und gründete Oger International mit Sitz in Paris. Bald interessierte er sich auch für Banken, das Ölgeschäft und die Telekommunikation.
Ab 1982 spendete er mehrere Millionen Dollar für libanesische Kriegsopfer, eine Vielzahl anderer wohltätiger Zwecke und begann auch unternehmerisch massiv in den Wiederaufbau des Libanon zu investieren. 1992 kehrte er nach Beirut zurück; 1993 gründete er den Fernsehsender Future TV und seine eigene Tageszeitung al-Mustaqbal (The Future).
Bereits während des Bürgerkriegs hatte sich Hariri politisch hinter den Kulissen für ein baldiges Kriegsende engagiert. So war er 1989 am Abkommen von Taif zwischen den verfeindeten Parteien beteiligt, das 1990 zum Frieden führte. Da er der Gruppe der Sunniten angehörte, die nach libanesischer Verfassung von 1999 zur Wahrung konfessioneller Parität den Regierungschef stellt, konnte er sich 1992 zur Wahl stellen. Als Ministerpräsident bildete er am 22. Oktober 1992 seine erste Regierung, legte sein Amt aber 1998 wegen massiver politischer Einflussnahme aus Syrien nieder. Syrien war es kurz zuvor gelungen, dem damaligen Oberbefehlshaber der Armee Émile Lahoud durch eine Änderung der libanesischen Verfassung den Weg zur Präsidentschaft zu ebnen. Dessen Kandidatur wäre anderenfalls nicht direkt aus dem militärischen Amt möglich gewesen, sondern erst nach dreijähriger Wartefrist. Im Jahr 2000 stellte sich Hariri noch einmal zur Wahl und bildete eine zweite Regierung. Auch diese endete 2004 mit seinem Rücktritt, nachdem die sechsjährige Amtszeit des Staatspräsidenten durch Verfassungsänderung auf erneuten syrischen Druck zugunsten Lahouds um 3 Jahre (bis 2007) verlängert wurde.
1994 leitete er das Projekt zum Wiederaufbau des durch den Krieg völlig zerstörten Stadtkerns von Beirut ein, wobei er erneut auch große Summen aus seinem Privatvermögen aufwendete. Auch historische Gebäude wurden abgerissen. Megaprojekte wie die Beirut Souks und weitere Luxusimmobilien wurden in der Stadt gebaut. Seine Firma Solidere war nicht nur maßgeblich am Wiederaufbau dieses Stadtkerns beteiligt, große Teile der City gehören inzwischen dem Hariri-Clan. Im Volksmund heißt dieser Teil der Stadt daher auch „Hariri-City“.
Im Februar 2001 und November 2002 führte Hariri die libanesische Delegation bei den Pariser Konferenzen über die Zukunft des Libanon. Die Konferenzen führten u. a. zu einer Unterstützung Libanons durch die Weltbank. Seine Politik führte jedoch auch zu stark anwachsender Staatsverschuldung, was einen Anstieg der Zinsen und damit einen negativen Einfluss auf das Wirtschaftswachstum zur Folge hatte. Seine Gegner kritisierten, die Korruption nehme zu. Sie warfen ihm vor, seine politischen Interessen mit denen als Libanons einflussreichster Unternehmer für seine zahllosen Firmen und Beteiligungen zu vermengen.
Er starb am 14. Februar 2005 in Beirut bei einem Autobombenanschlag. Er hinterließ seine Frau Nazik und sieben Kinder.

## Das Attentat

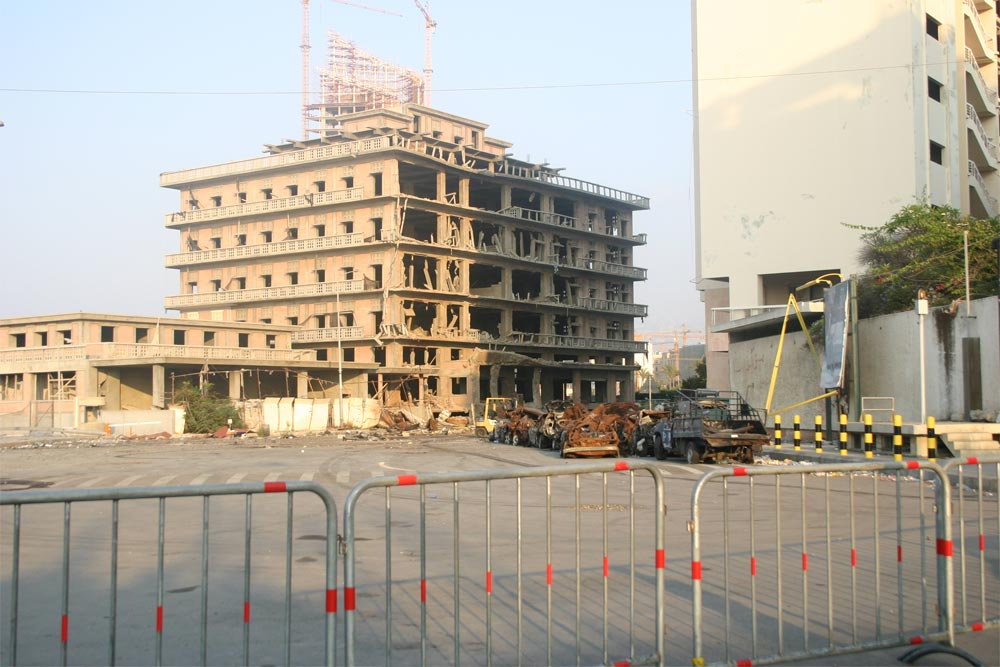
Blick von Westen auf den Ort des Anschlags

Die Autobombe detonierte, als der Autokonvoi Hariris die Corniche, die Küstenstraße Beiruts, entlangfuhr. Die Bombe verwüstete auch eine Filiale der britischen HSBC-Bank im Bezirk Minet el-Hosn, neben der die Bombe platziert worden war. Auch das gegenüber liegende Phoenicia International Hotel wurde beschädigt. 23 Menschen starben und mehr als 100 wurden verletzt.
In einem Video behauptete ein Mann, eine Gruppe namens an-Nusra wa l-Dschihad fi Bilad asch-Scham (zu deutsch: Unterstützung und Dschihad im Land von Groß-Syrien) hätte Hariri getötet, weil dieser ein „Agent des saudi-arabischen Regimes“ gewesen sei. An der Echtheit der Aufnahme und an der Begründung gab es von Anfang an erhebliche Zweifel.
Der Sprecher auf dem Video wurde von libanesischen Sicherheitskräften später als der palästinensische Flüchtling Ahmad Taisir Abu Adas identifiziert.
Kofi Annan, der Generalsekretär der Vereinten Nationen, kündigte im Februar 2005 die Entsendung einer UN-Kommission zur Sammlung der Fakten an.

### UN-Untersuchung
Diese Kommission begann unter der Leitung von Peter Fitzgerald am 25. Februar 2005 mit der Arbeit und legte am 24. März 2005 ihren Abschlussbericht vor. Die Verantwortung für das Klima, in dem der Anschlag stattgefunden hatte, wurde der syrischen Regierung und den Sicherheitsdiensten zugewiesen. Zur Ermittlung der Täter sei eine größere internationale Untersuchung erforderlich.

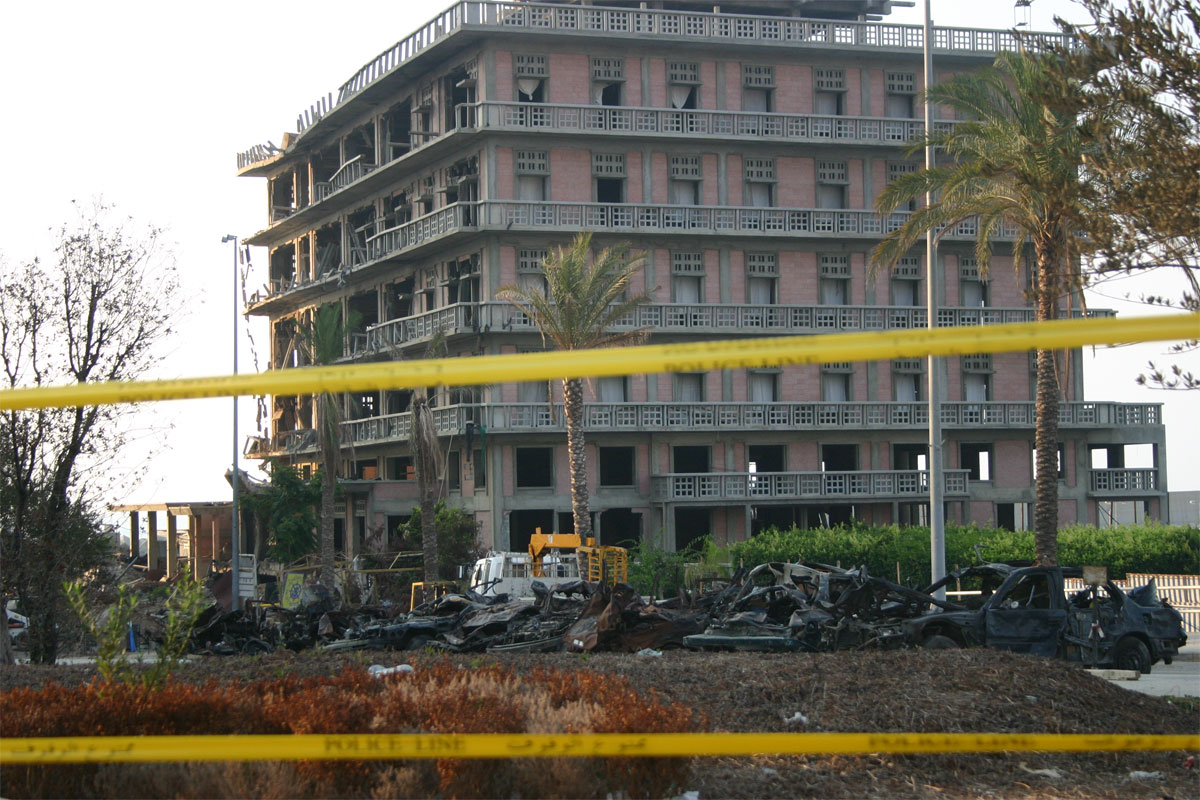
Blick auf den Ort des Anschlags von Osten

Daraufhin setzte der UN-Sicherheitsrat am 7. April 2005 mit der UN-Resolution 1595 (2005) die International Independent Investigation Commission (UNIIIC) als unabhängige internationale Kommission mit Sitz im Libanon ein. Von Kofi Annan persönlich beauftragt, übernahm deren Leitung am 20. Mai 2005 der Berliner Oberstaatsanwalt Detlev Mehlis. Am 20. Oktober 2005 legte Mehlis dann einen ersten und am 10. Dezember 2005 noch einen zweiten Bericht vor. Danach scheint festzustehen, dass dem Attentat eine breite Verschwörung syrischer und pro-syrisch eingestellter libanesischer Kräfte zugrunde liegt.
Drei libanesische Geheimdienstgeneräle und der Chef der Präsidialgarde wurden auf Empfehlung der Untersuchungskommission verhaftet. Der Kreis der Verdächtigen reichte bis in höchste politische Kreise des Libanon und Syriens.
Von syrischer Seite werden die Anschuldigungen als politisch motiviert zurückgewiesen. Der Mehlis-Report sei eine politische Erklärung, die sich auf Anschuldigungen von Zeugen stütze, die für ihre Feindschaft gegenüber Syrien bekannt seien.
Zum Ende Dezember 2005 legte Detlev Mehlis sein Amt als Leiter der Untersuchung nieder. Am 11. Januar 2006 wurde der Belgier Serge Brammertz zu seinem Nachfolger als UN-Sonderermittler ernannt. Das Mandat der Kommission wurde am 27. März 2007 durch die Resolution 1748 (2007) bis zum 15. Juni 2008 verlängert.

### Tribunal
Am 30. Mai 2007 verabschiedete der Sicherheitsrat mit 10 Stimmen die Resolution 1757 (2007), mit der die Errichtung des Tribunals unter Kapitel VII der Charta der Vereinten Nationen erfolgt, falls Libanon bis zum 10. Juni das Sondergericht nicht selbst konstituiert.
Am 1. März 2009 wurde das Sondertribunal für den Libanon gegründet.
Am 30. Juni 2011 veröffentlichte das UNO-Tribunal die Anklageschrift. Es wurden Haftbefehle für vier Mitglieder der Hisbollah ausgestellt, darunter Mustafa Badreddin, ein Schwager von Imad Mughniyya.
Am 18. August 2020 wurde der flüchtige Libanese Salim Dschamil Ajjash schuldig gesprochen und im Dezember 2020 zu einer lebenslangen Haftstrafe verurteilt. Drei weitere Angeklagte wurden freigesprochen.
Im November 2024 wurde Ajjash Berichten zufolge nahe der syrisch-libanesischen Grenze bei einem israelischen Luftangriff getötet.

## Nachwirkung
Die Proteste im Libanon setzten sich als so genannte „Zedernrevolution“ fort. Bis zu 1,5 Millionen Menschen demonstrierten friedlich gegen die syrische Besetzung des Landes und zwangen Syrien damit schließlich zu Zugeständnissen und vor allem zum späteren Abzug seiner Truppen aus dem Libanon.
Hariris politisches Erbe trat sein Sohn Saad Hariri an. Er war vom 18. Dezember 2016 bis zum 29. Oktober 2019 Premierminister des Libanon.
Hariri genoss großes Ansehen in der libanesischen Bevölkerung. In Beiruts Central District wurde eine Gedenkstätte errichtet, an der ihm zahllose Menschen ihre Reverenz erwiesen. Ihm zu Ehren wurde am 22. Juni 2005 der internationale Flughafen von Beirut in Rafic Hariri International Airport umbenannt.

## Familie
Alle Kinder Hariris haben die libanesische und saudi-arabische Staatsbürgerschaft (so auch Sohn Saad Hariri), wobei einige der Söhne nur die saudi-arabische Staatsbürgerschaft angeben.
Die Söhne Bahaa und Saad (Saadedine) sind die Kinder Rafiks aus seiner ersten Ehe mit einer Irakerin. Nach der Scheidung von ihr heiratete er Nazek Audeh, die ebenfalls zwei Kinder in die Ehe einbrachte - Ouday/Oudai und Joumana. Ayman, Fahd (Fahed) und Tochter Hind sind gemeinsame Kinder der beiden. Ein weiterer gemeinsamer Sohn, Hussameddine, starb 1991 bei einem Autounfall in den USA.
Obwohl Bahaa Hariri das älteste von Rafiks Kindern ist, ist der zweitälteste Sohn Saad Hariri Haupterbe in der Politik. Nach einer ersten Amtszeit von 2009 bis 2011 ist er seit 2016 wieder Ministerpräsident des Libanon. Zudem ist er General Director von Saudi Oger und hat damit die höchste Position im Kernunternehmen des Familienimperiums inne, das er neben seiner eigenen, erfolgreichen Firma schon zu Lebzeiten seines Vaters erfolgreich mitführte.
Bahaa ist Vize-Präsident von Saudi Oger Ltd. und kümmert sich um den Immobiliensektor. Er sitzt außerdem in mehreren Investmentfirmen und Banken in der Schweiz und im Libanon in der Chefetage und leitet die familieneigene libanesische Zeitung Al-Mustaqbal. Er hat zudem Anteile an anderen Medien und besitzt drei libanesische Fußballclubs. Er hat somit einen Hauptteil der Verwaltung und Leitung des Familienunternehmens übernommen.
Ayman Hariri ist der „Technikfreak“ der Familie und hat nach dem Studium an der Georgetown University Washington, D.C., an der auch Bahaa und Saad studierten, mit seinem Kommilitonen Scott Birnbaum eine Internetsecurityfirma gegründet (Byte and Switch / Epok). Zudem ist er in der südafrikanischen Telefongesellschaft Cell C aktiv und kümmert sich um den Telefonsektor bei Saudi Oger, sowie um den familieneigenen Sender Future TV, der allerdings zum Verkauf steht. Zurzeit kümmert er sich stellvertretend für seinen Bruder Saad um dessen Aufgaben bei Saudi Oger und hält ihm somit für die Politik den Rücken frei.
Ob Fahd Hariri studiert hat, ist nicht bekannt, aber der jüngste Sohn Hariris kümmert sich ebenfalls um den Sender Future TV und hat ein Möbeldesignstudio in Paris eröffnet. Zudem nimmt er wichtige Aufgaben bei Saudi Oger wahr.
Hind Hariri hat Wirtschaft an Beiruts American University studiert und kümmerte sich nach Abschluss (den sie kurz nach dem Tod ihres Vaters gemacht hat) um den Wahlkampf ihres Bruders, sowie zusammen mit ihrer Mutter um die familieneigenen Wohltätigkeitsorganisationen. Laut Forbes-Liste der reichsten Menschen der Welt galt sie im Jahr 2006 als jüngste Milliardärin. Diesen Titel verlor sie allerdings 2007 wieder an Albert Prinz von Thurn und Taxis.
Bahaa lebt mit Frau und Kindern in der Schweiz, Saad mit zweiter Frau und seinen drei Kindern in Saudi-Arabien (Dschidda und Riyadh), Ayman mit Frau und Kind in Riyadh und Fahd und Hind (beide unverheiratet, keine Kinder) mit ihrer Mutter in Paris. Ouday und Joumana leben wie Bahia Hariri noch im Libanon (in Beiruts Stadtteil Koreitem). Der letzte Hariri in Saudi Ogers Aufsichtsrat ist Rafik Hariris Cousin Mohammed.